# Rubens Bertogliati
Rubens Bertogliati (født 9. maj 1979 i Lugano, Schweiz) er en schweizisk cykelrytter. Han blev professionel i 2000, på Lampre-Fondital-holdet og i 2004 gik han til Saunier Duval-Scott. Hans store gennembrud blev i Tour de France 2002, hvor han vandt første etape. Han havde den gule førertrøje helt indtil til Erik Zabel tog den på den tredje etape. 